# Свет женских глаз 2
Свет женских глаз 2 (исп. Mirada de mujer: El regreso) — мексиканская 245-серийная мелодрама 2003 года производства TV Azteca, являющиеся продолжением популярного телесериала 1997 года с Анхеликой Арагон, Ари Тельч и Фернандо Луханом в главных ролях.

## Сюжет
Минуло 7 лет после событий первой версии телесериала — Алехандро Салас написал роман Долгое прощание и выиграл международную награду. Он живёт вместе со своим сыном в Барселоне и они узнали, что Мария Инес Домингес вновь влюбилась в нового возлюбленного Андреса, который родом из Парижа. Дочь Марии Моника родила сына Диего, которого она считала смыслом её жизни.

## Создатели телесериала

### В ролях
1. Серхио Басаньес (Sergio Basañez)
... Leonardo
2. Алан Сьянгеротти (Alan Ciangherotti)
... Arracadas
3. Карлос Хэйс (Carlos Hays)
4. Луис Коэльяр (Luis Koellar)
... Reportero
5. Виктор Крупер (Victor Kruper)
... Pandillero
6. Сесар Рамос (Cesar Ramos)
... Argollas
7. Эдисон Руис (Edison Ruíz)
... Drug Dealer
8. Мануэль Севилья (Manuel Sevilla)
9. Клаудия Альварес (Claudia Álvarez)
... Luciana
10. Анхелика Арагон (Angélica Aragón)
... María Inés Domínguez de San Millán
11. Плутарко Аса (Plutarco Haza)
Плутарко Аса
Plutarco Haza
... Andres San Millán
12. Муриэль Фуйян (Muriel Fouilland)
... Ivana
13. Эктор Котсифакис (Hector Kotsifakis)
... Sergio
14. Милдред Мотта (Mildred Motta)
... Mildred
15.Альберто Дзени (Alberto Zeni)
... Beto
16. Тамара Монтсеррат (Tamara Monserrat)
... Lorenza
17. Родриго Абед (Rodrigo Abed)
... Rodrigo
18. Ольмо Араиса (Olmo Araiza)
... Alejandro
19. Эктор Арредондо (Hector Arredondo)
... Julián
20. Аарон Беас (Aarón Beas)
... Fabricio
21. Хуан Мануэль Берналь (Juan Manuel Bernal)
Хуан Мануэль Берналь
22. Эктор Бонилья (Héctor Bonilla)
... Jerónimo
23. Альваро Карканьо мл. (Álvaro Carcaño Jr.)
... Nicolás
24. Марта Мариана Кастро (Martha Mariana Castro)
... Daniela
25. Анна Чокетти (Anna Ciocchetti)
... Sara
26. Габриела де ла Гарса (Gabriela de la Garza)
27.Моника Дионне (Mónica Dionne)
... Paloma
28. Хульета Эгуррола (Julieta Egurrola)
29. Эванхелина Элисондо (Evangelina Elizondo)
... Doña Emilia
30. Илиана Фокс (Iliana Fox)
... Ana
31. Рене Гатика (René Gatica)
... Francisco
32. Мартин Эрнандес (Martín Hernández)
... Christian
33. Вероника Лангер (Verónica Langer)
... Rosario
34. Патрисия Льяка (Patricia Llaca)
... Verónica
35. Фернандо Лухан (Fernando Luján)
... Lic. Ignacio San Millán
36.Ксавьер Массими (Xavier Massimi)
... Santiago
37. Вероника Мерчант (Verónica Merchant)
38. Анетт Мишель (Anette Michel)
39. Барбара Мори (Bárbara Mori)
... Mónica
40. Маурисио Охман (Mauricio Ochmann)
... José Chacón
41. Мария Рене Пруденсио (María Renée Prudencio)
... Adriana
42. Ана Серрадилья (Ana Serradilla)
... Carolina
43. Эктор Суарес Гомис-младший (Héctor Suárez Gomiz)
44. Ари Тельч (Ari Telch)
... Alejandro Salas

### Административная группа

#### Либретто
- оригинальный текст — Луис Фелипе Ибарра.

#### Режиссура
- режиссёр-постановщик — Рауль Куинтанилья.

#### Монтажная и операторская работа
- монтажёр — Маркос Гонсалес.
- оператор-постановщик — Хорхе Медина.

#### Музыка
- вокал — Хильберто Санта Роса, Алекс Убаго.
- музыкальная тема заставки — Mentira, Aunque no te pueda ver.

#### Художественная часть
- художники-постановщики — Карлос Трехо, Вероника Баэна Арельяно, Мария Эухения Гонсалес.
- художники по костюмам — Гектор де Анда, Мара Гонсалес.

#### Продюсеры
- исполнительный продюсер — Мирна Ойеда.
- ассоциированный продюсер — Элиса Салинас.